# Blue Eye (Arkansas)
Blue Eye – miasto w Stanach Zjednoczonych, w stanie Arkansas, w hrabstwie Carroll.